# Dacus ambliquus
Dacus ambliquus är en tvåvingeart som beskrevs av Munro 1938. Dacus ambliquus ingår i släktet Dacus och familjen borrflugor.
Artens utbredningsområde är Kenya. Inga underarter finns listade i Catalogue of Life.